# De Vriendschap (Veenendaal)
De windkorenmolen De Vriendschap staat aan de Nieuweweg in Veenendaal.
Het is een houten achtkante met riet gedekte stellingmolen op vierkante, stenen onderbouw, bouwjaar 1872 als opvolger van een omstreeks 1870 gesloopte standerdmolen aan de Molenstraat in Stichts Veenendaal met de naam "Oude Molen". De houten achtkant werd niet nieuw gebouwd en is naar alle waarschijnlijkheid afkomstig van een andere, gesloopte molen. In 1952 werd het gaande werk uit de molen verwijderd om plaats te maken voor silo's. Sinds 1995 is de molen echter weer volledig hersteld.
De molen heeft twee maalkoppels met 16der (140 cm doorsnede) kunststenen. De toevoer van graan is volledig geautomatiseerd alsmede de afvoer van het meel, dat in big bags wordt opgevangen. Bij een windsterkte van 4 Bft kan per maalkoppel 300 kg graan per uur gemalen worden.
De molen heeft een vlucht van 22,90 meter. De wieken zijn voorzien van Bussel-voorzomen en automatische remkleppen. De in 1994 gegoten gietijzeren bovenas is van ijzergieterij Hardinxveld. Zowel de lange spruit als de staartbalk zijn van staal.
De molen werd na een lange tijd van onttakeling in 1995 gerestaureerd en door prins Claus opnieuw als maalvaardige windkorenmolen in bedrijf gesteld.

De laatste eigenaar van het maalderijcomplex stamt uit het molenaarsgeslacht dat de molen jarenlang heeft bediend en laat na de restauratie samen met andere molenaars, de molen woensdagmiddag vrijdagmiddag en zaterdag op vrijwillige basis draaien/malen. Naast de molen zit een molenwinkel waar lokale & meelproducten worden verkocht.

## Overbrengingen
- De overbrengingsverhouding is 1 : 6,13.
- Het bovenwiel heeft 66 kammen en het bovenrondsel heeft 31 staven. De koningsspil draait hierdoor 2,13 keer sneller dan de bovenas. De steek, de afstand tussen de staven, is 12,7 cm.
- Het spoorwiel heeft 72 kammen en de steenrondsels 25 staven. De steenrondsels draaien hierdoor 2,88 keer sneller dan de koningsspil en 6,13 keer sneller dan de bovenas. De steek is 11,7 cm.

### Eigenaren
- 1872 - 1888 : Wessel Klomp
- 1888 - 1891 : Nicolaas Wolfswinkel
- 1891 - 1928 : Jan Jacob van Eden
- 1928 - 1960 : Gerrit van Eden
- 1960 - 1999 : Gert van Eden
- 1999. - 2019 : Gemeente Veenendaal
- 2019 - heden : Ingenious Veenendaal

## Fotogalerij

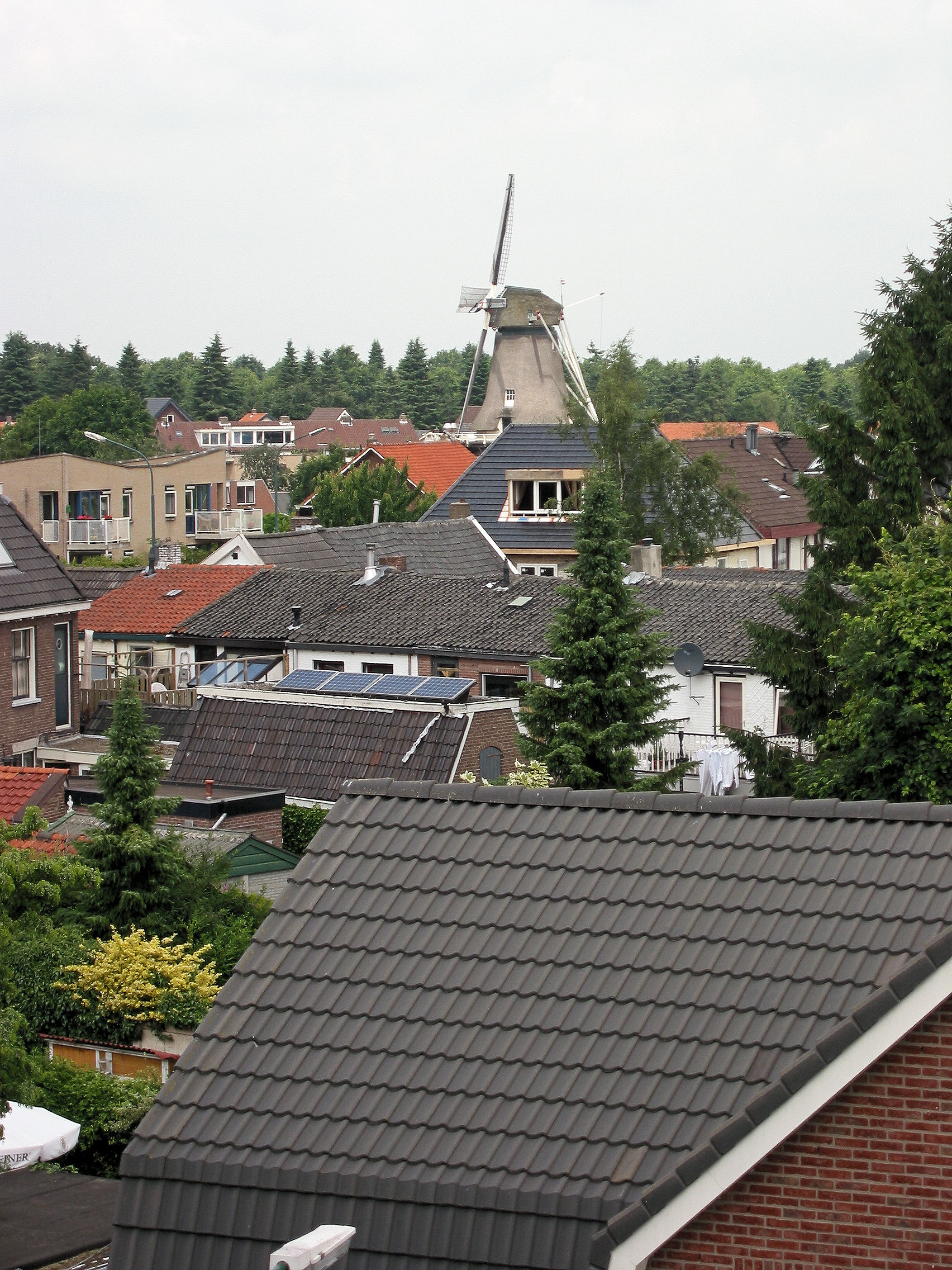
De Vriendschap gezien vanaf De Nieuwe Molen
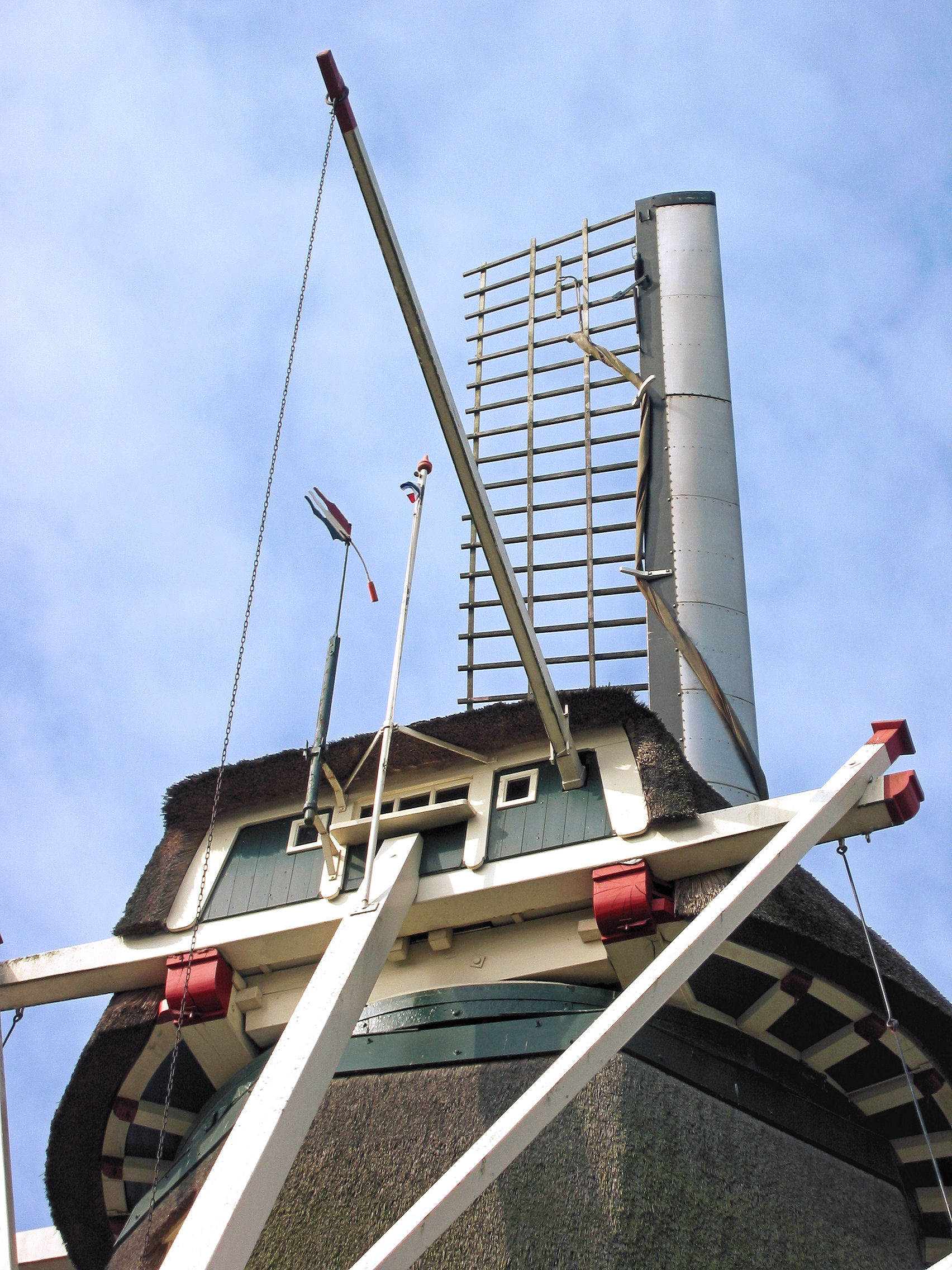
Achterkeuvelens
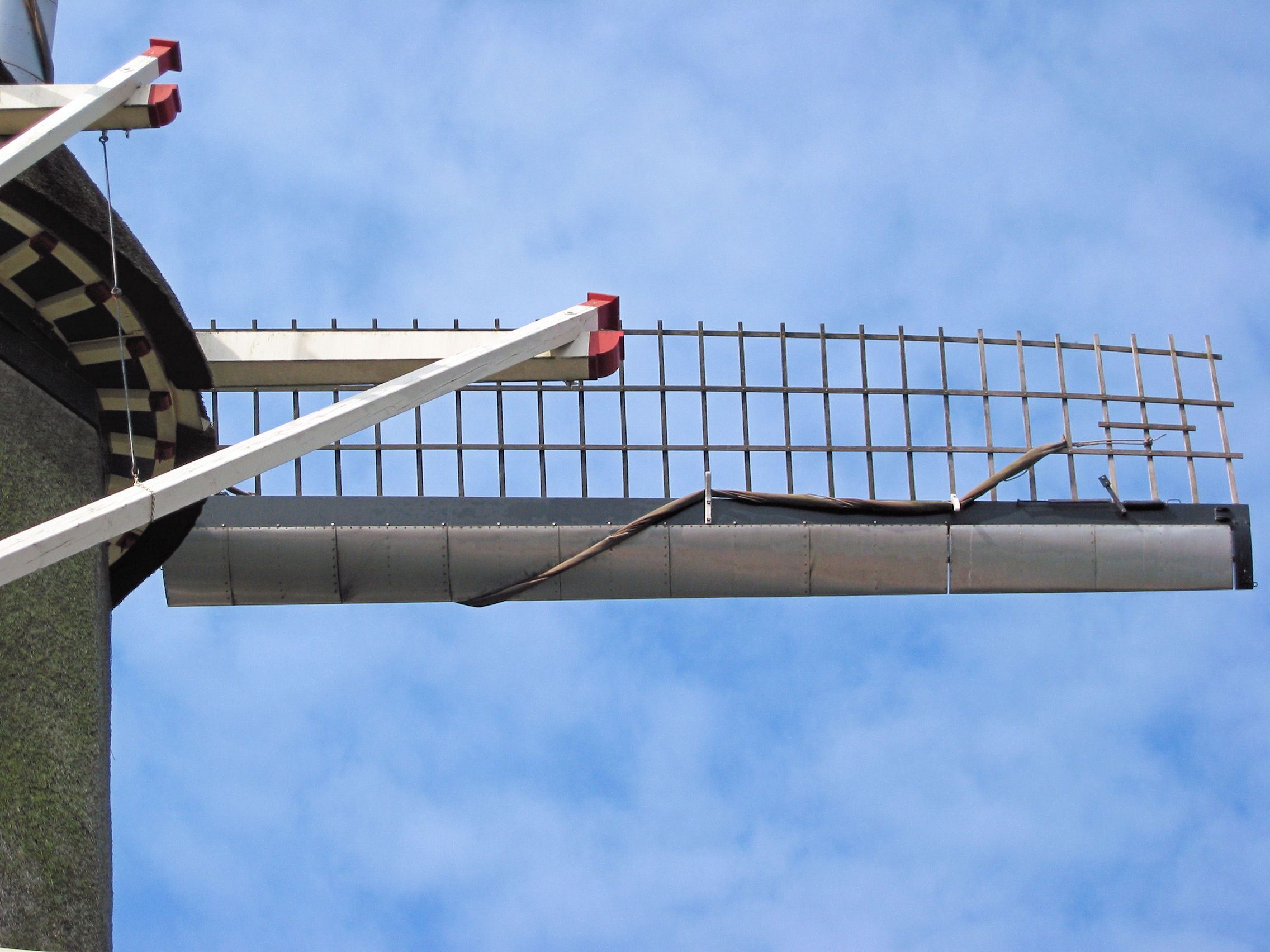
Busselneus
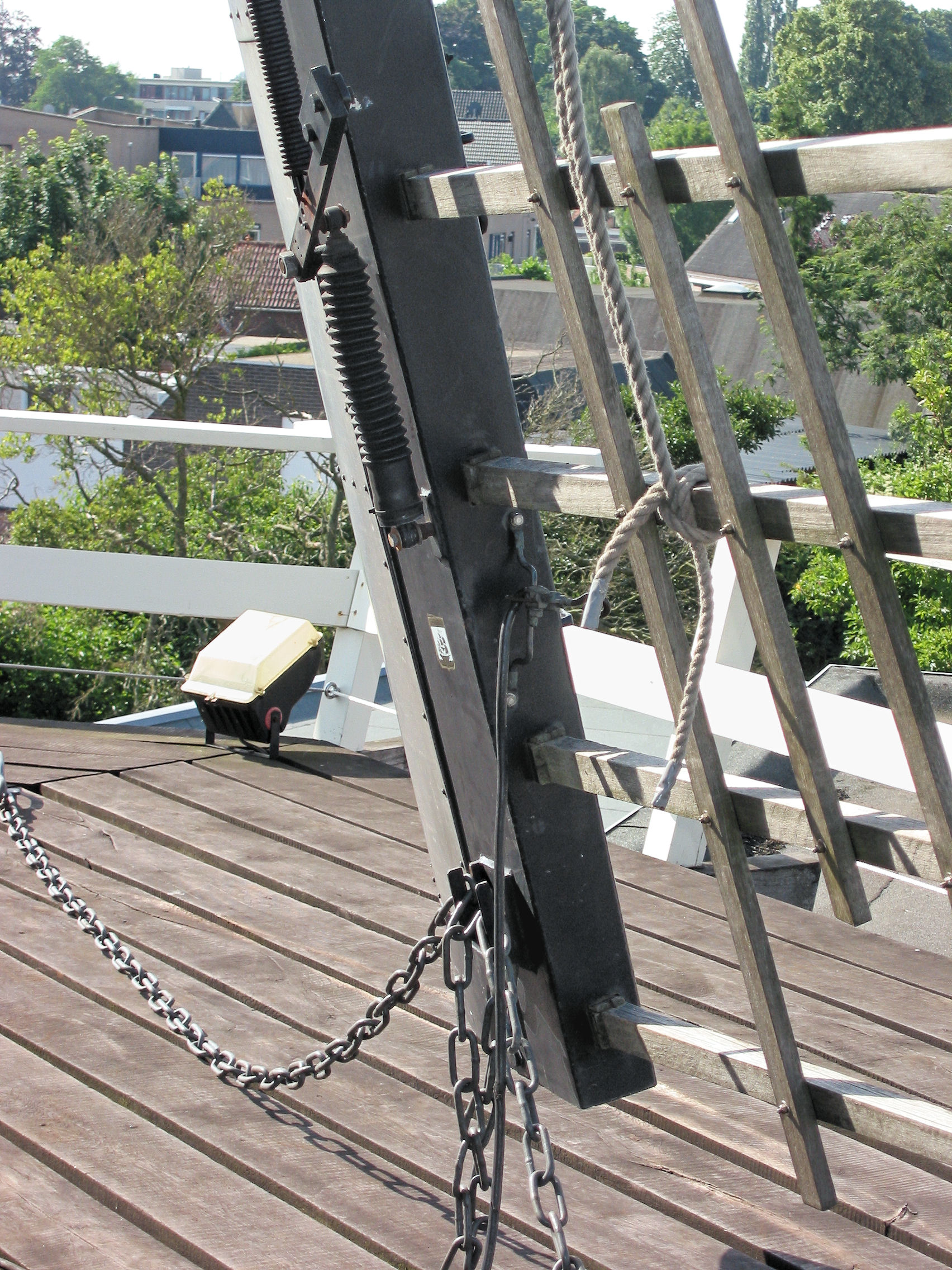
Remklep busselneus
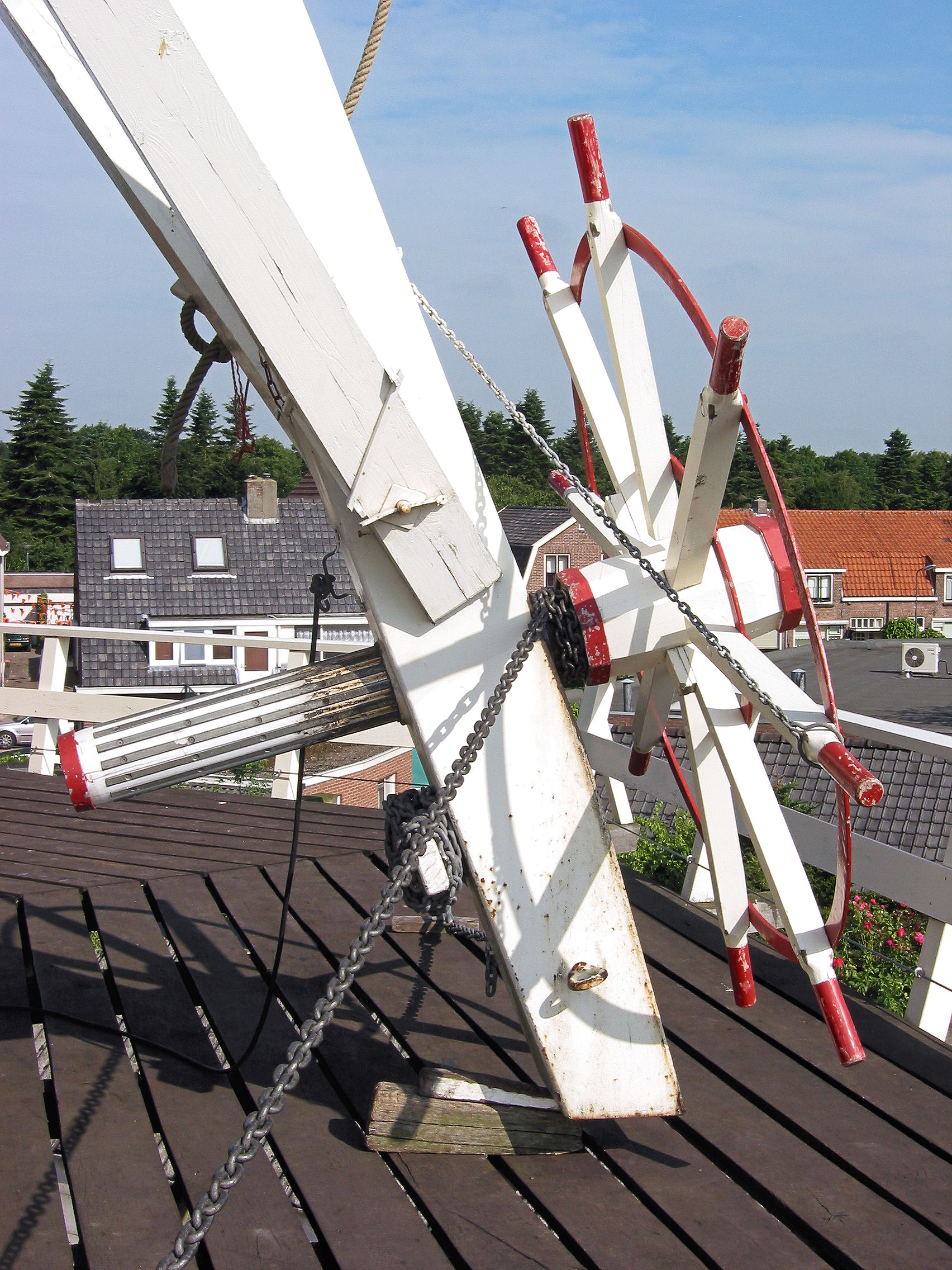
Kruirad in stalen staartbalk
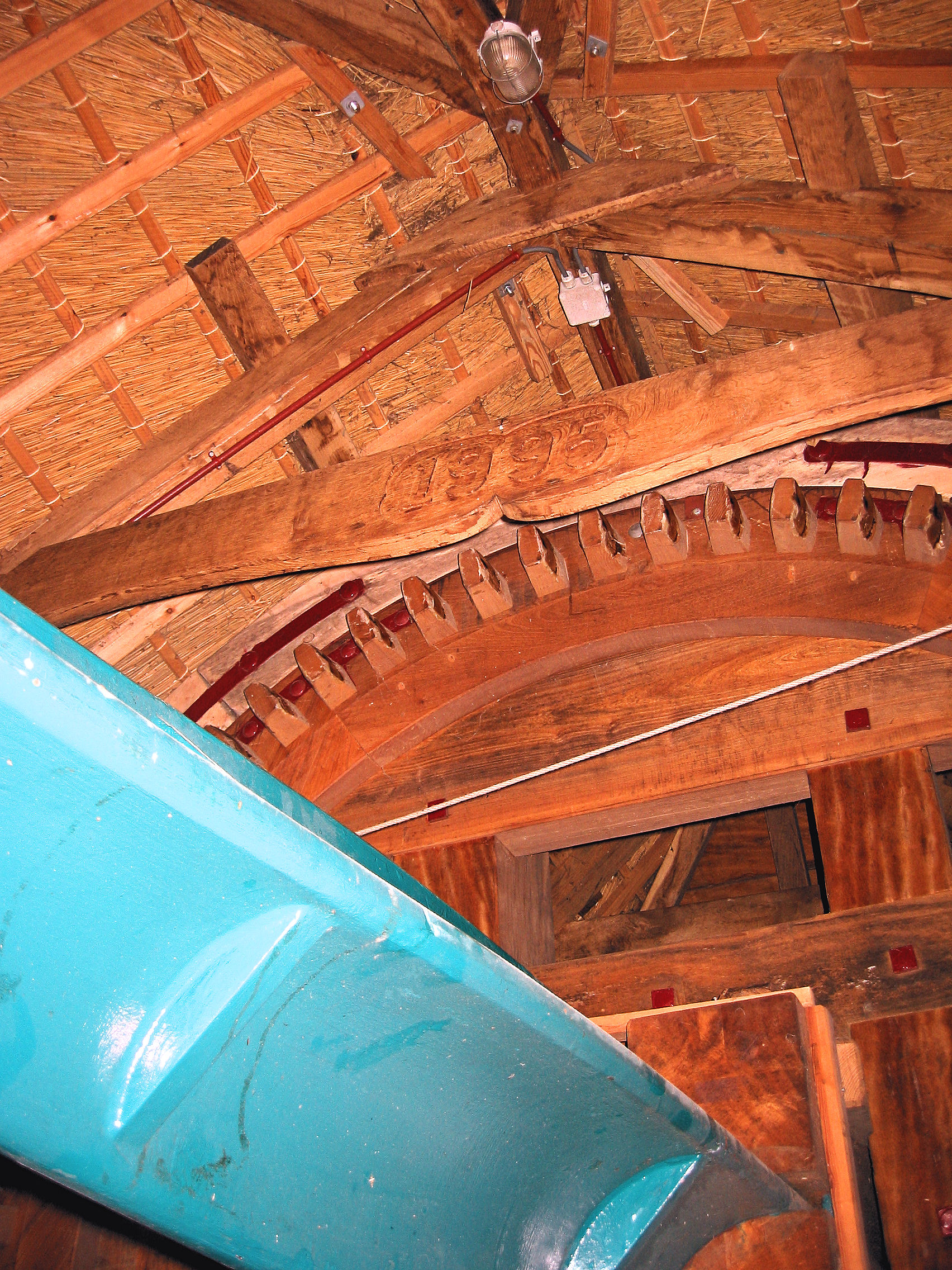
Kap binnenzijde met jaartal 1995
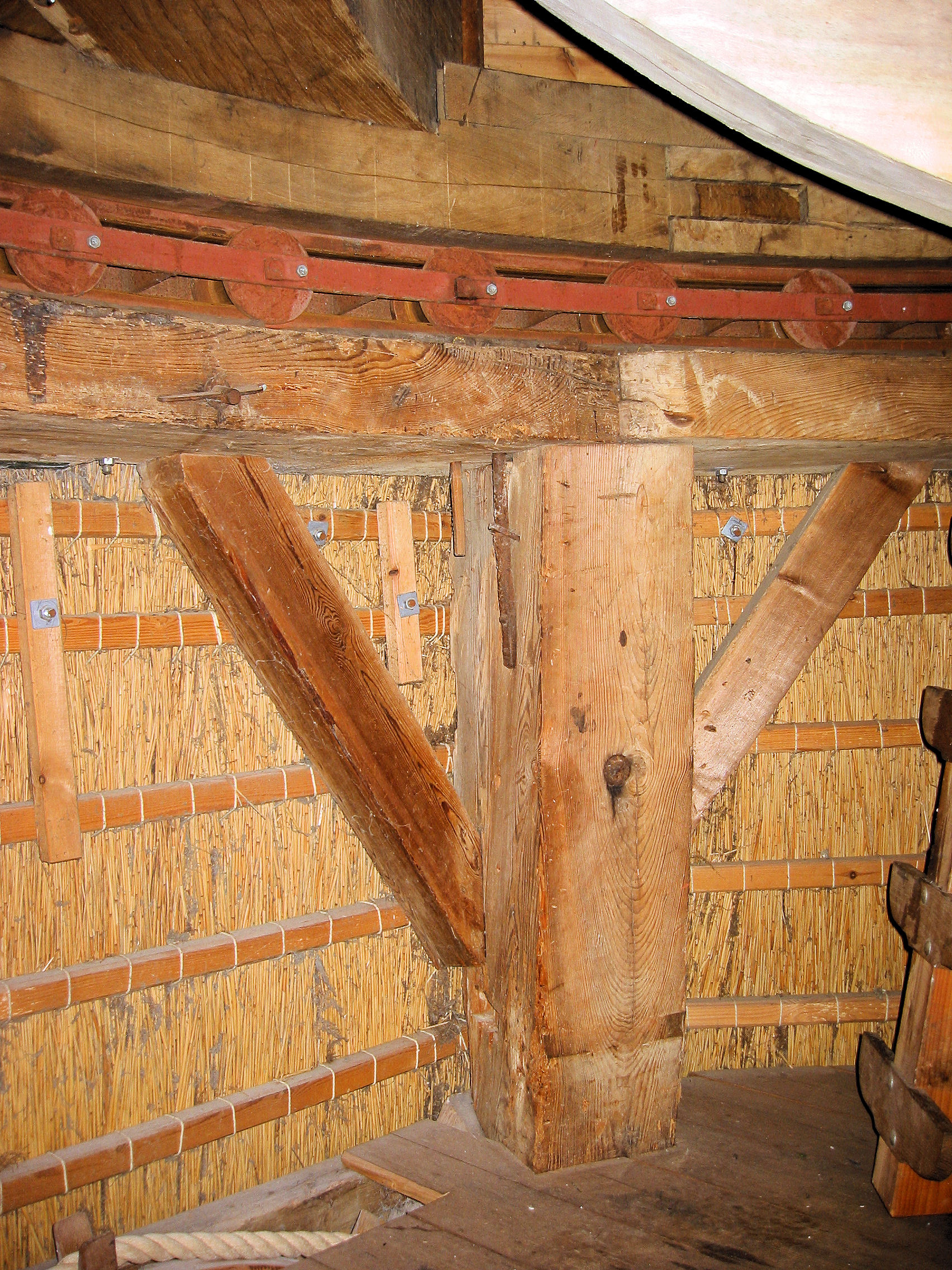
Engels kruiwerk
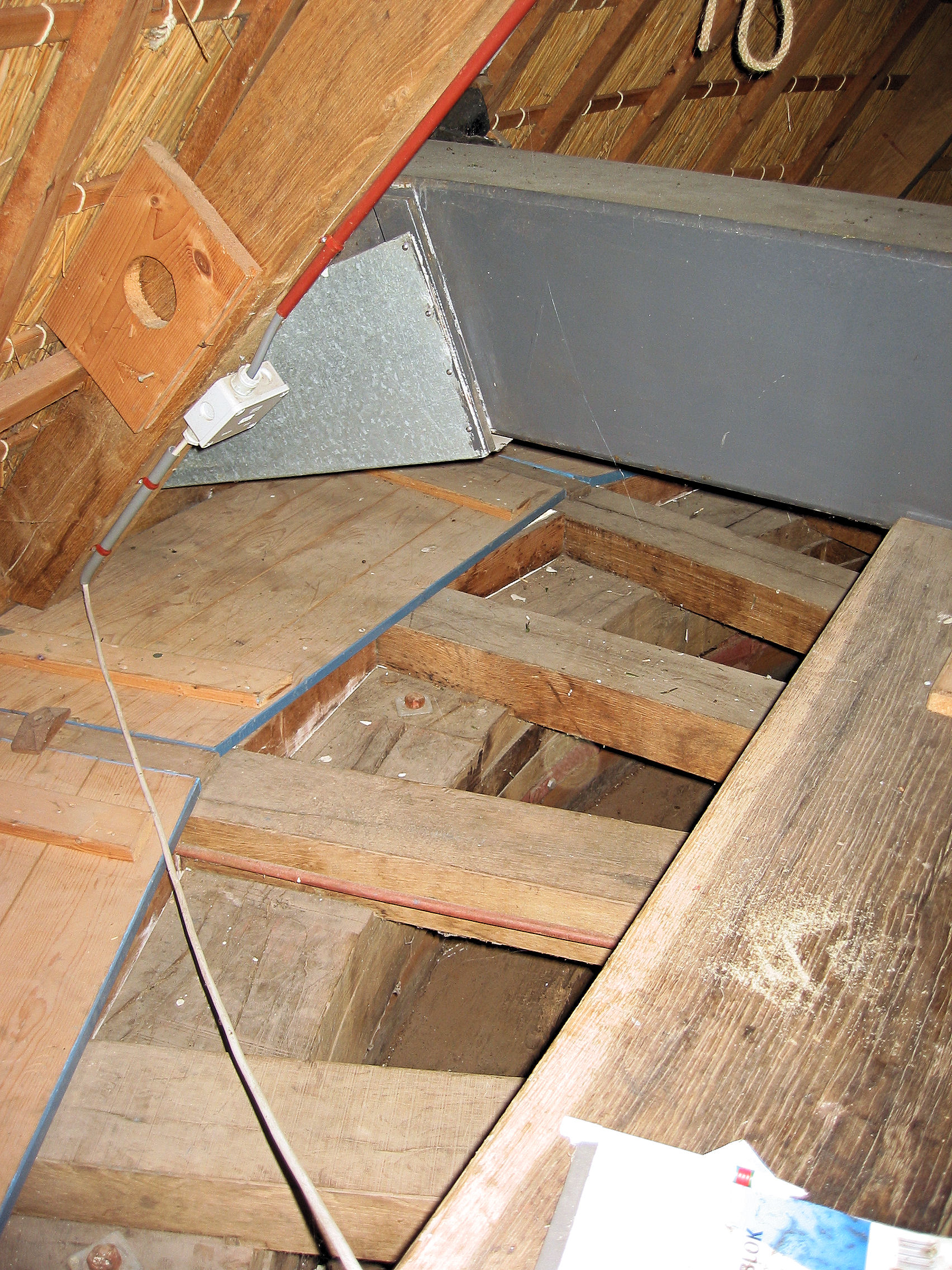
Roosterhouten
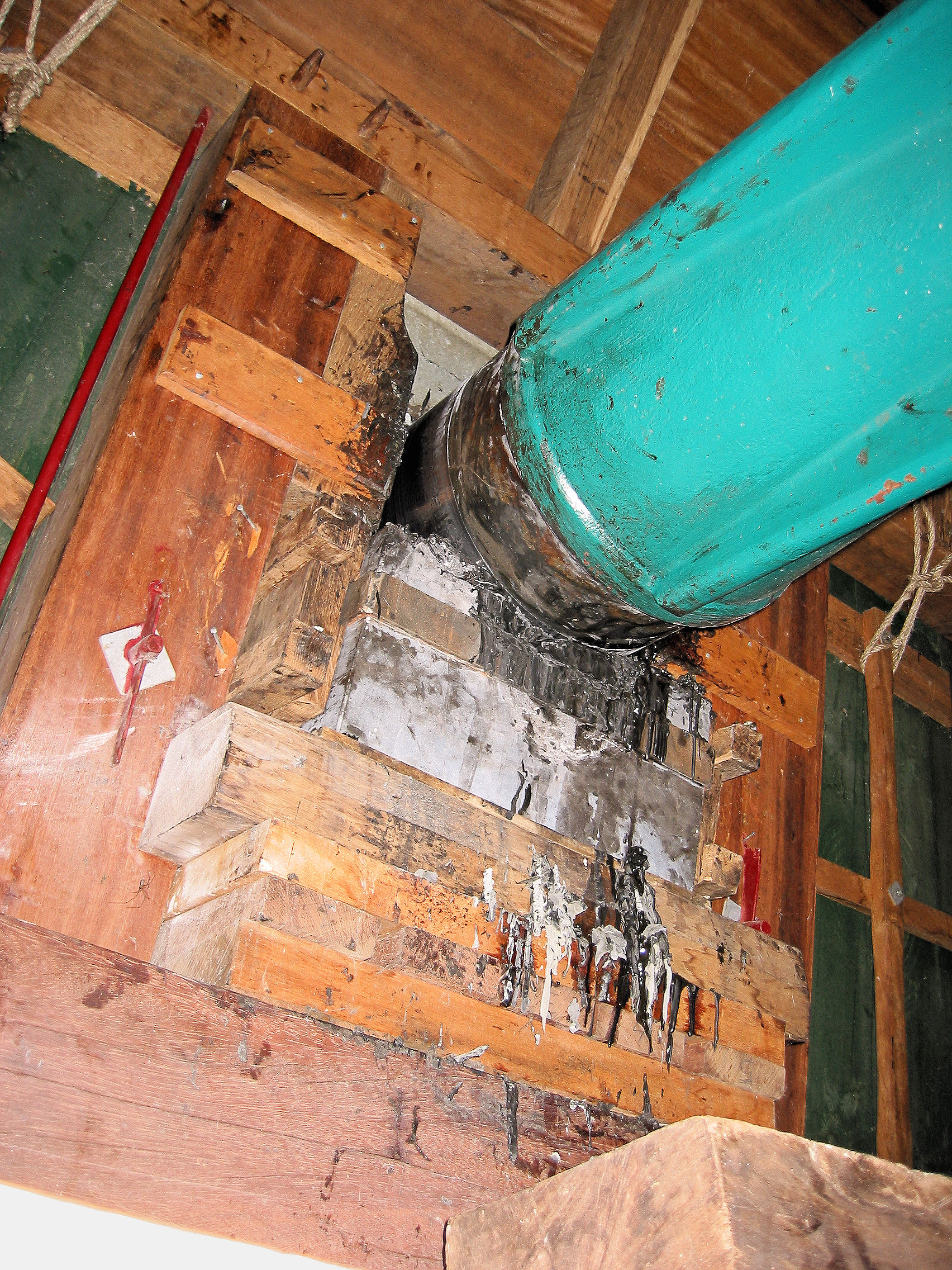
Steenbed bovenas
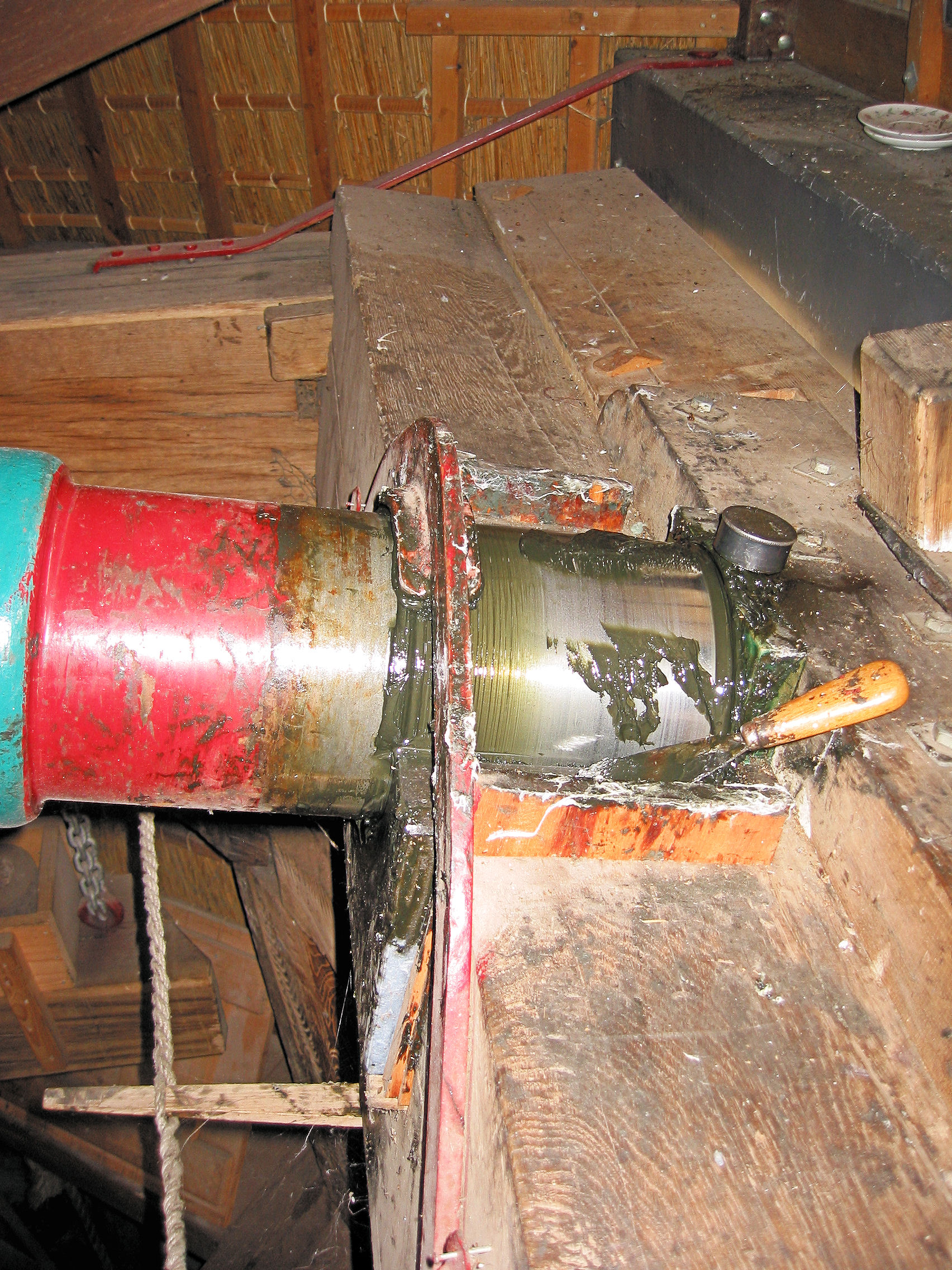
Penlager
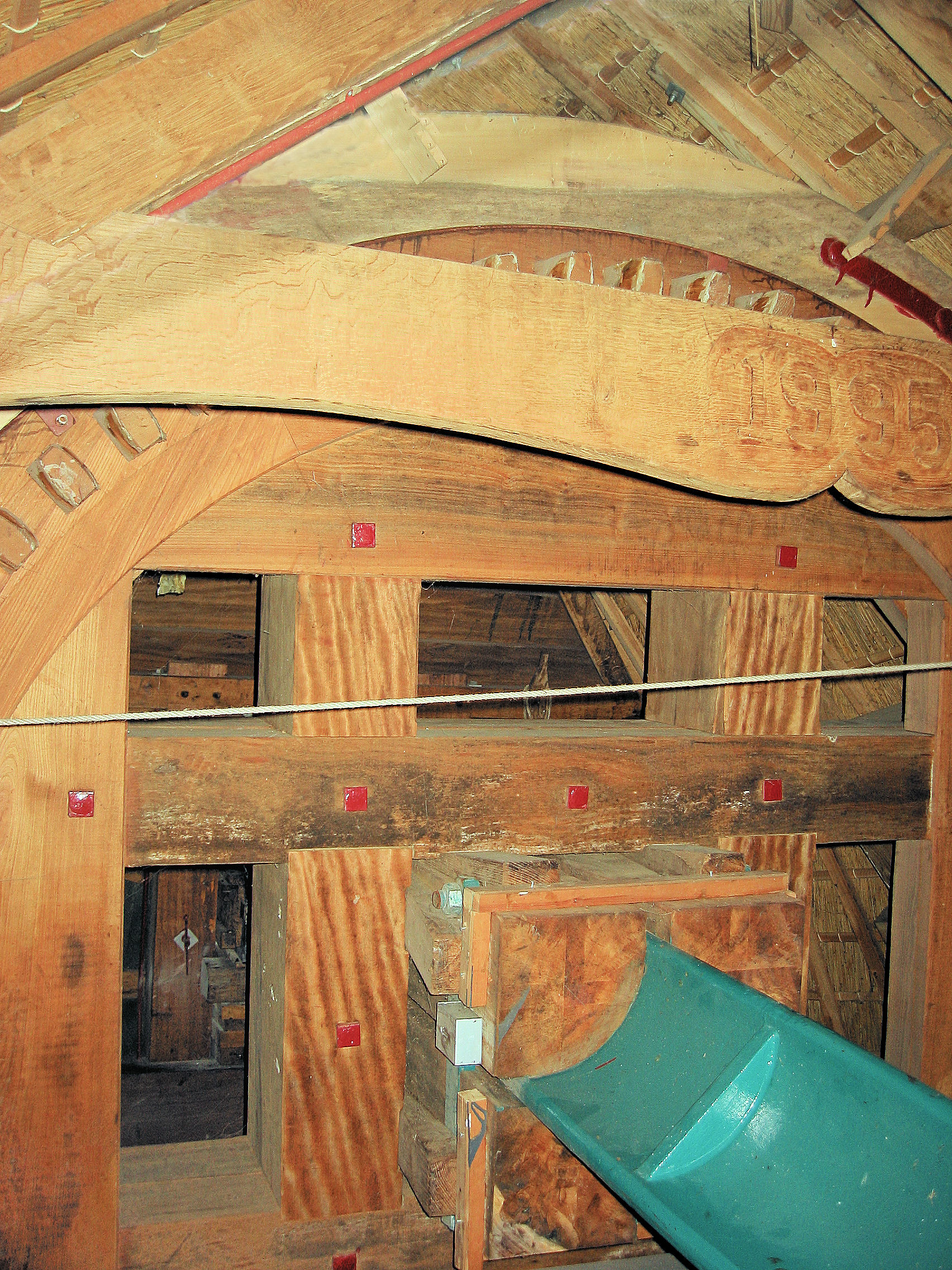
Bovenwiel
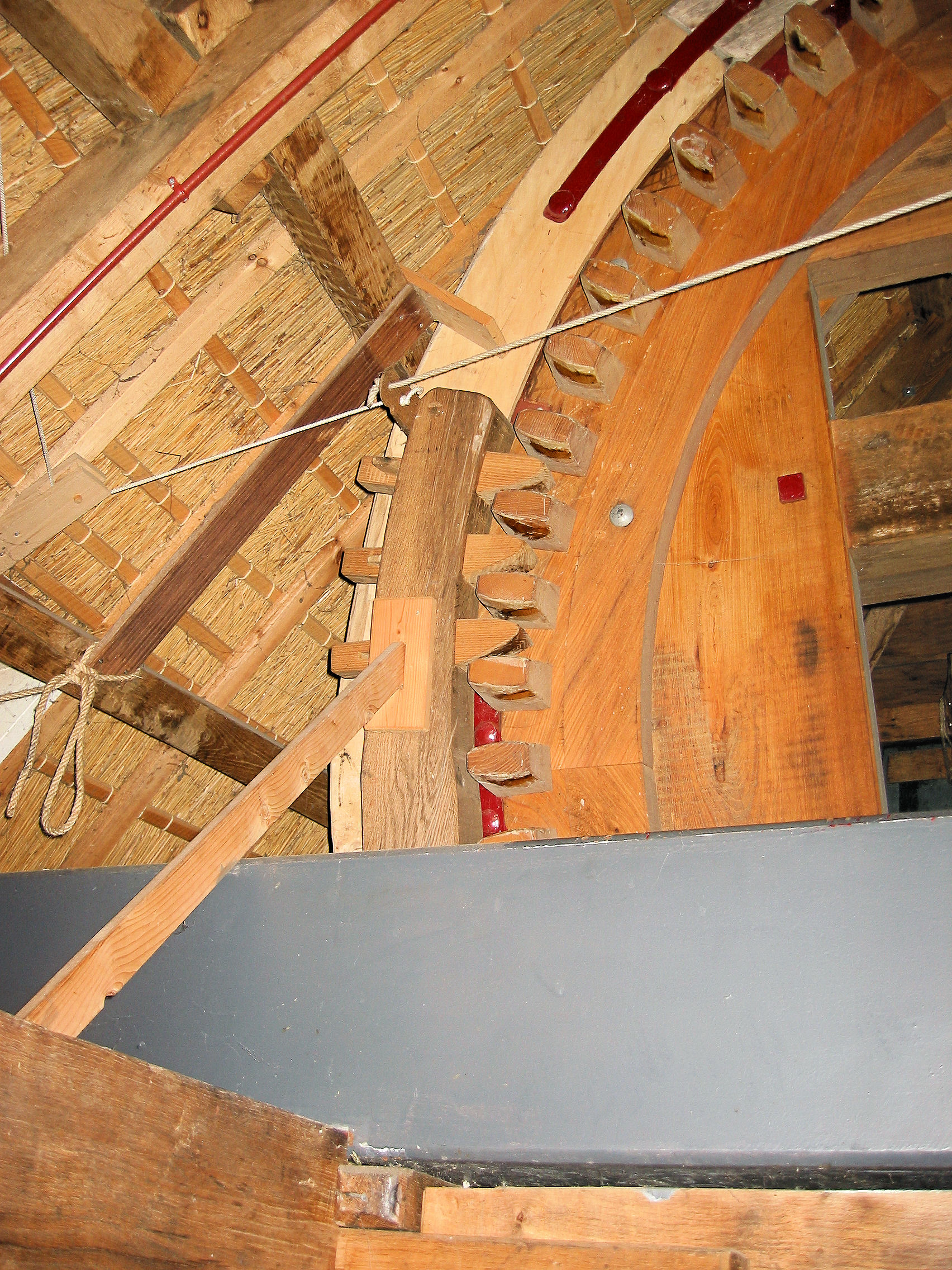
Pal
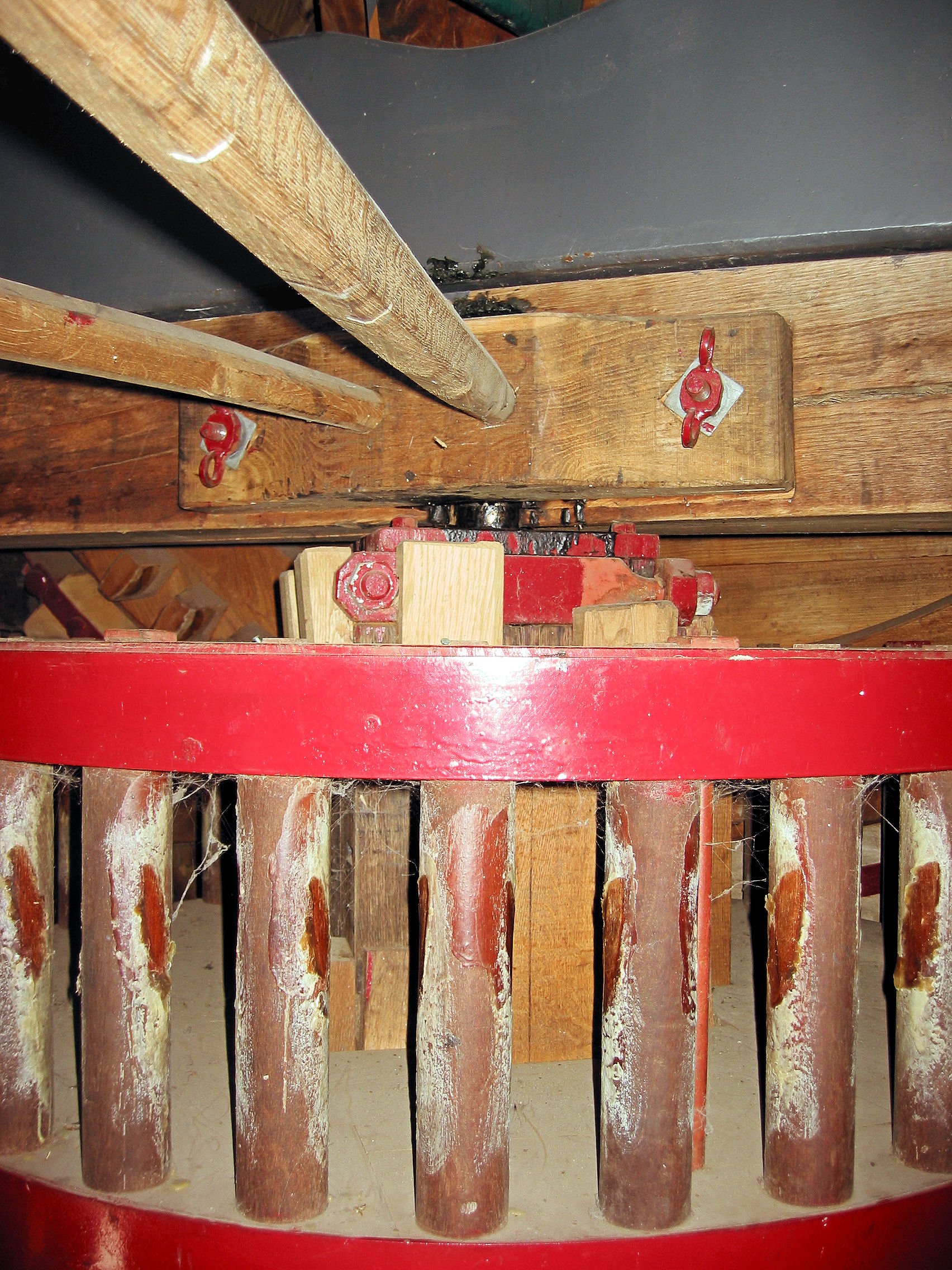
Bovenrondsel
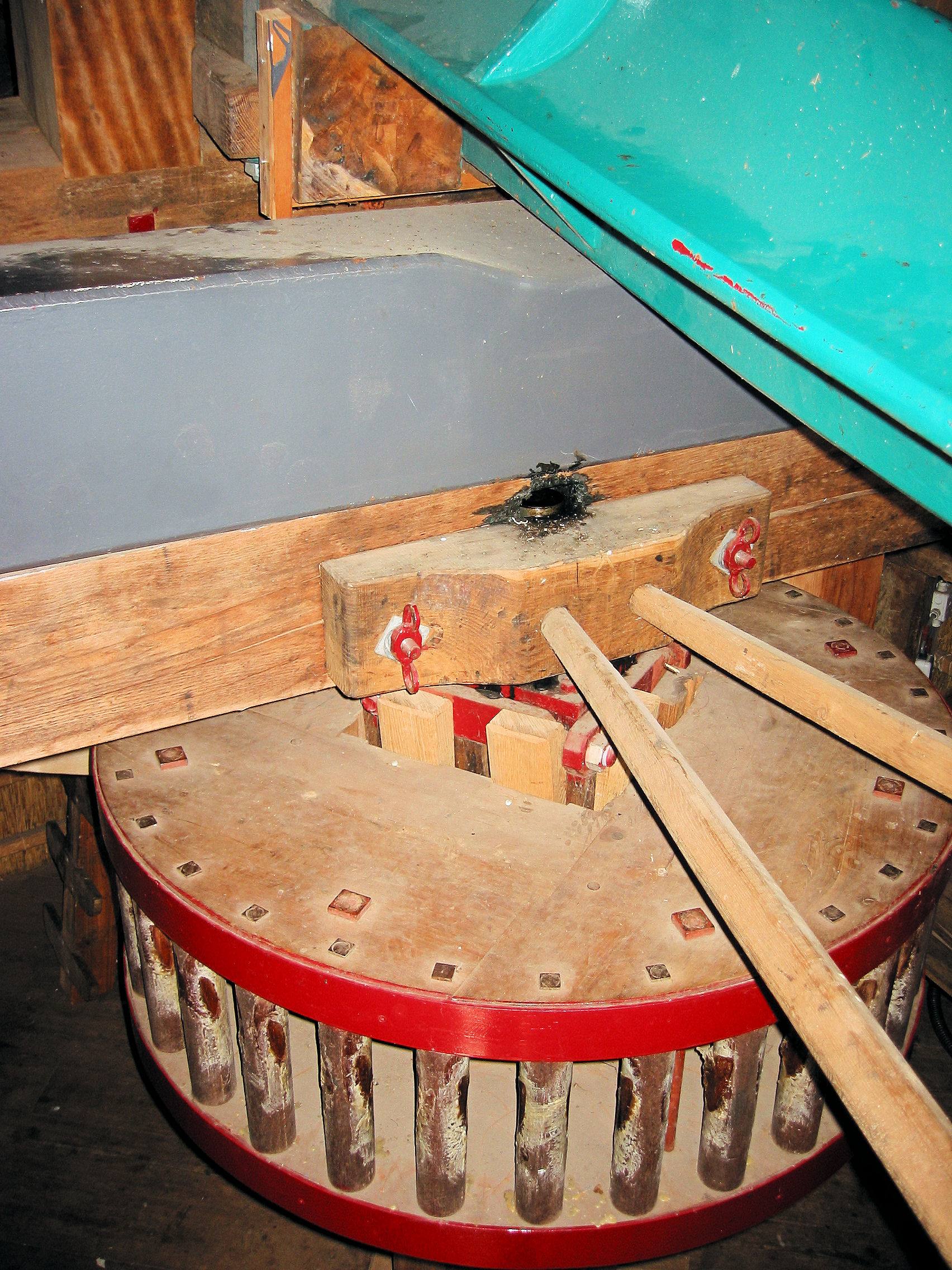
Busdeur in ijzerbalk met daarboven de ijzeren, lange spruit
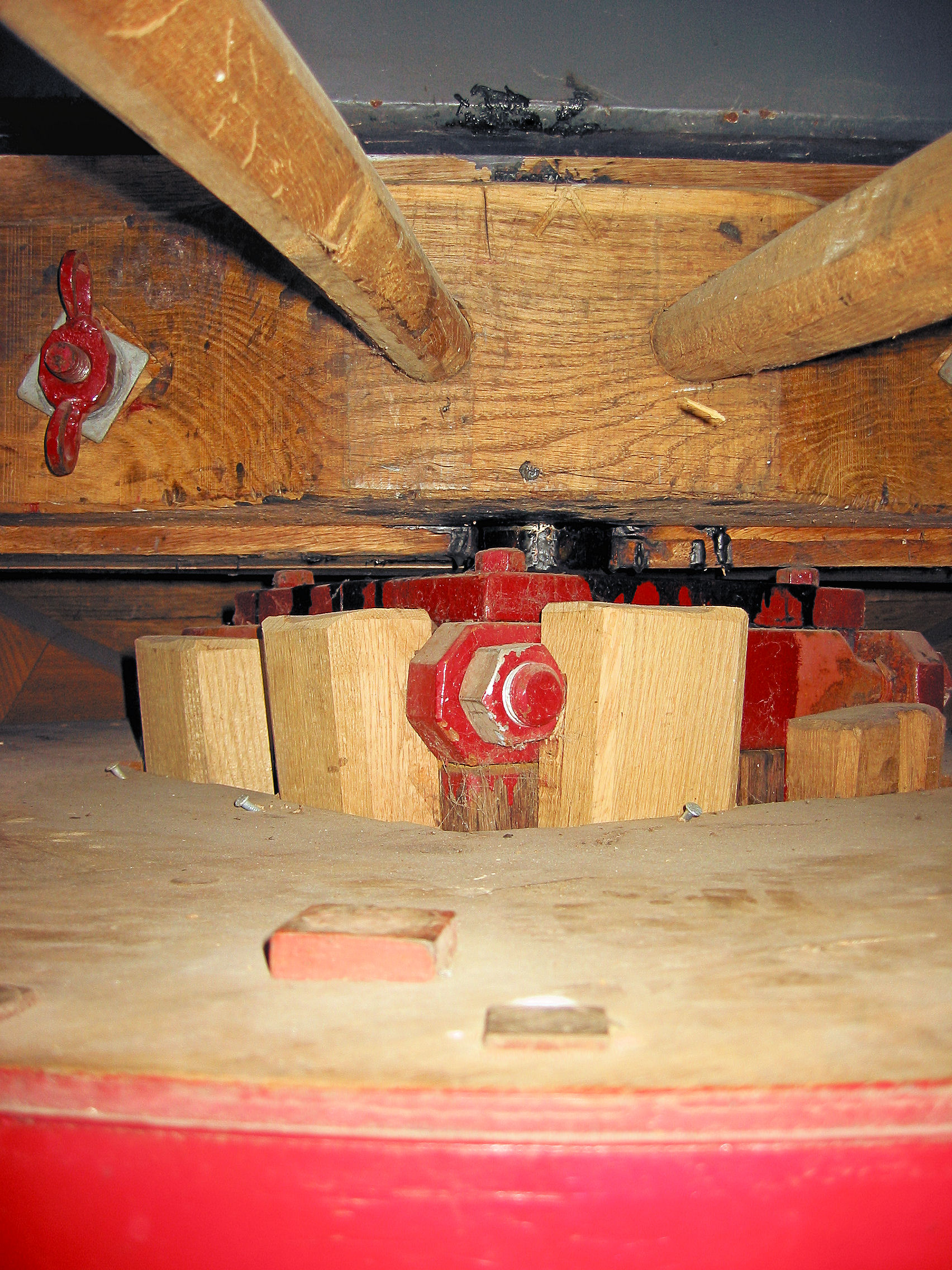
Tap koningsspil
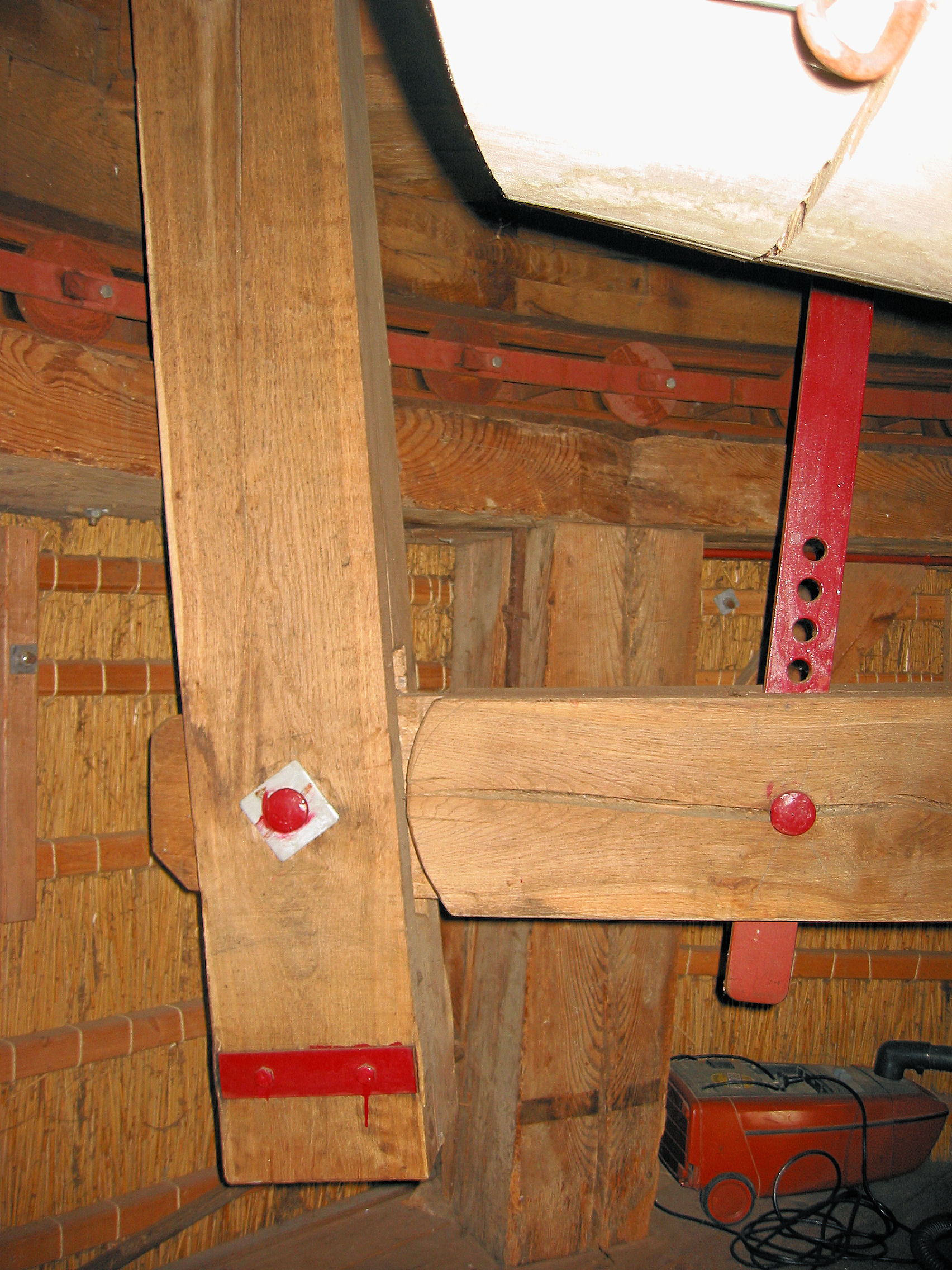
Ezel
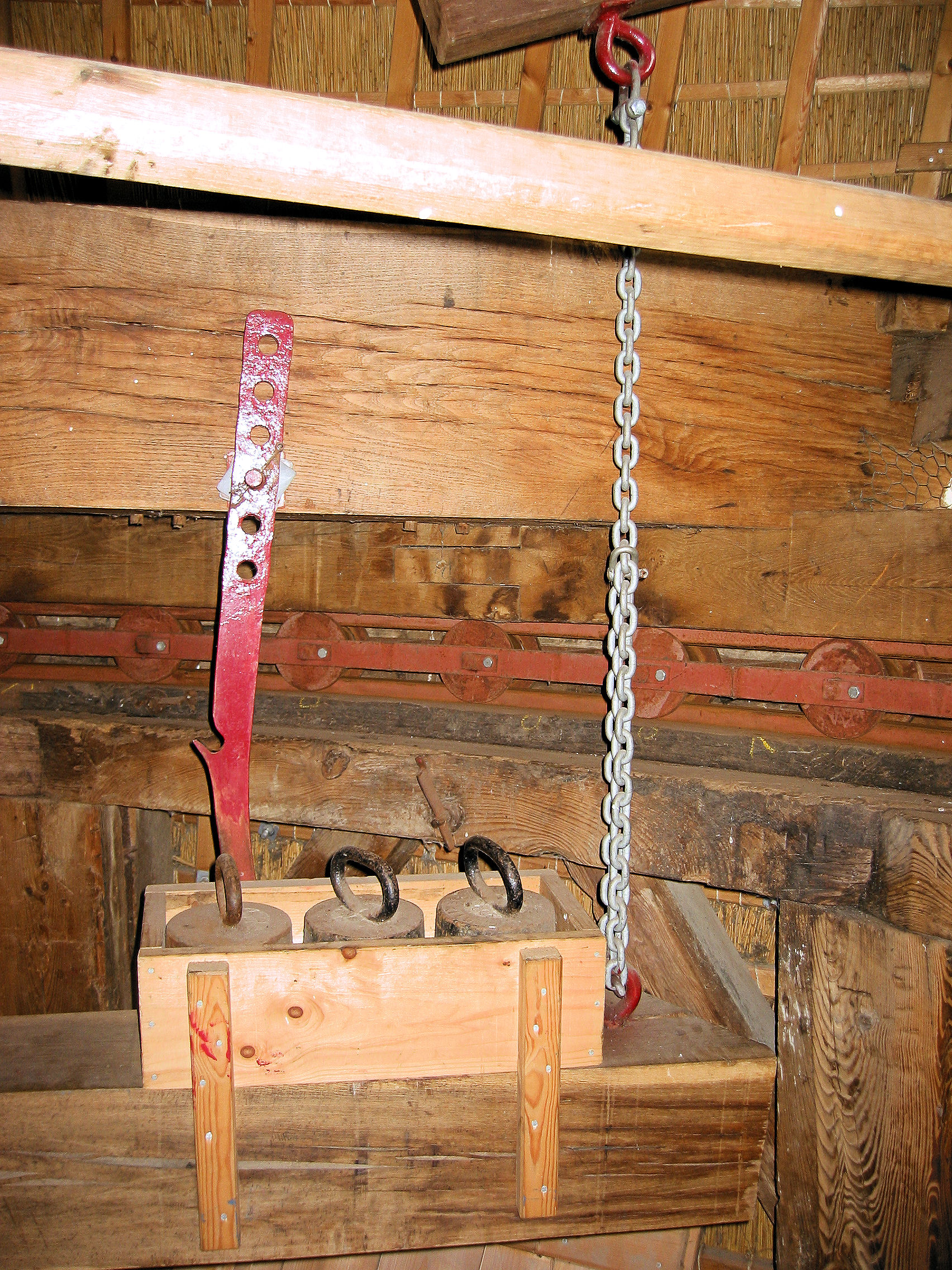
Vangbalk verzwaard
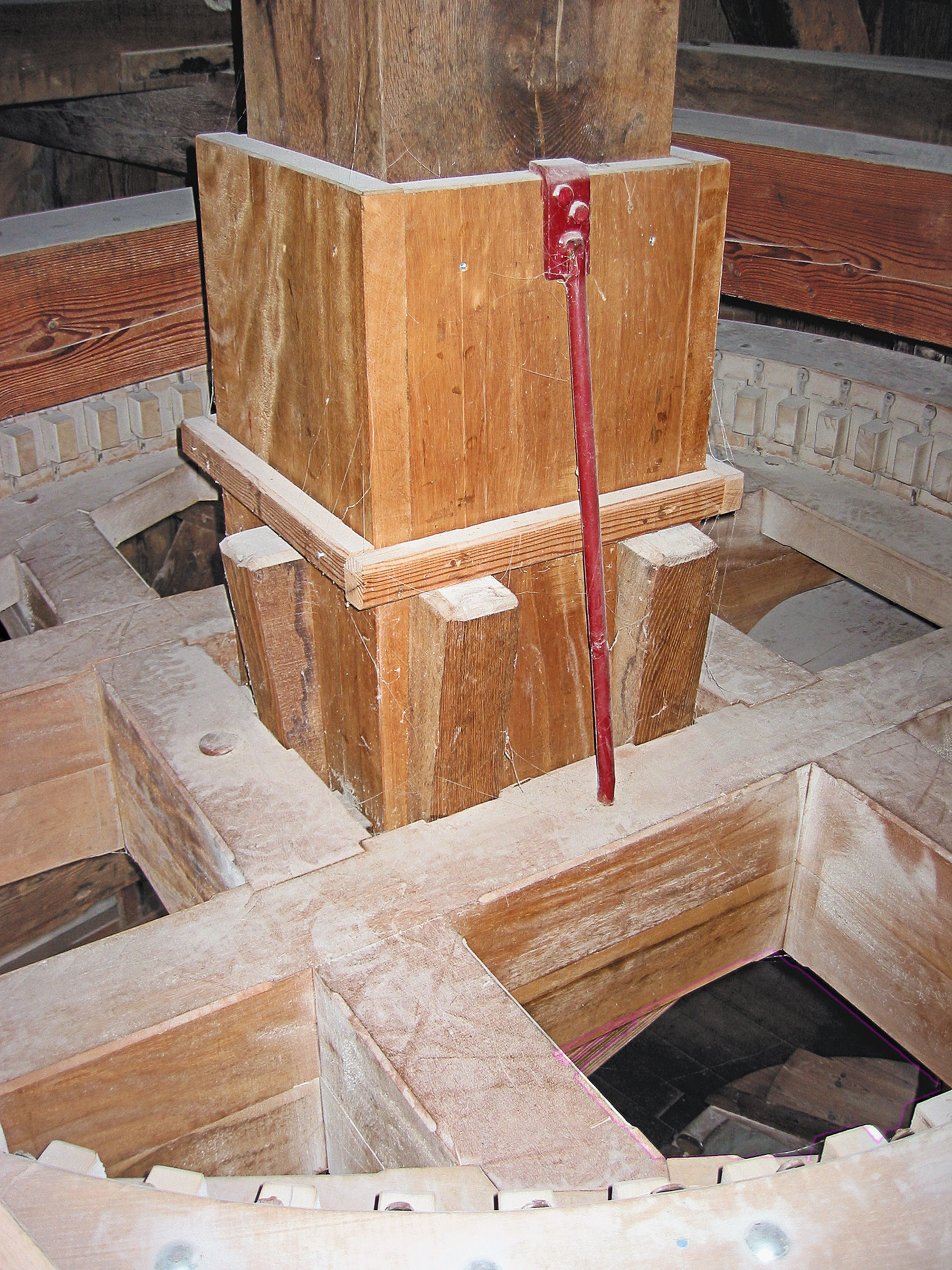
Spoorwiel om koningsspil
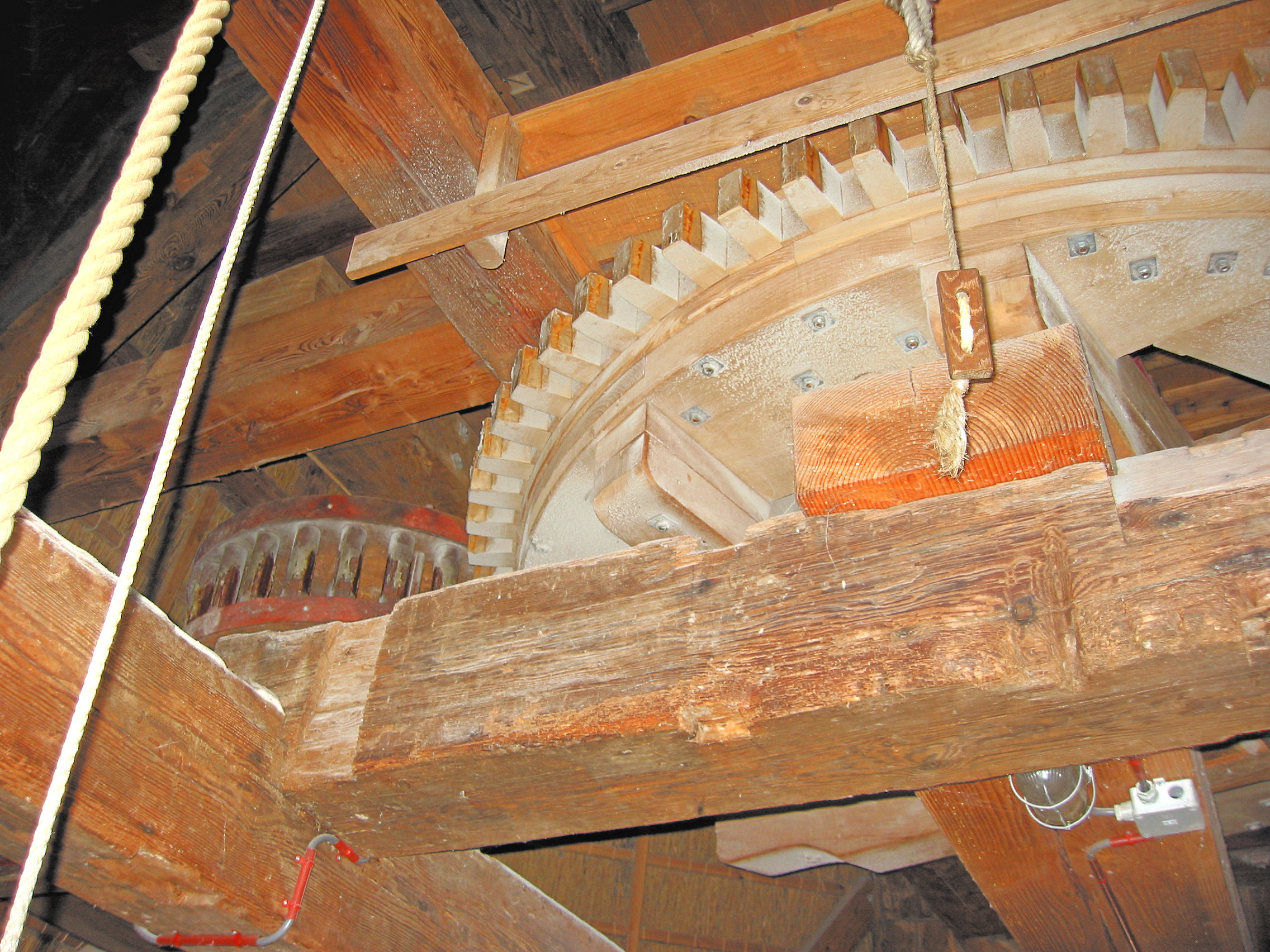
Spoorwiel
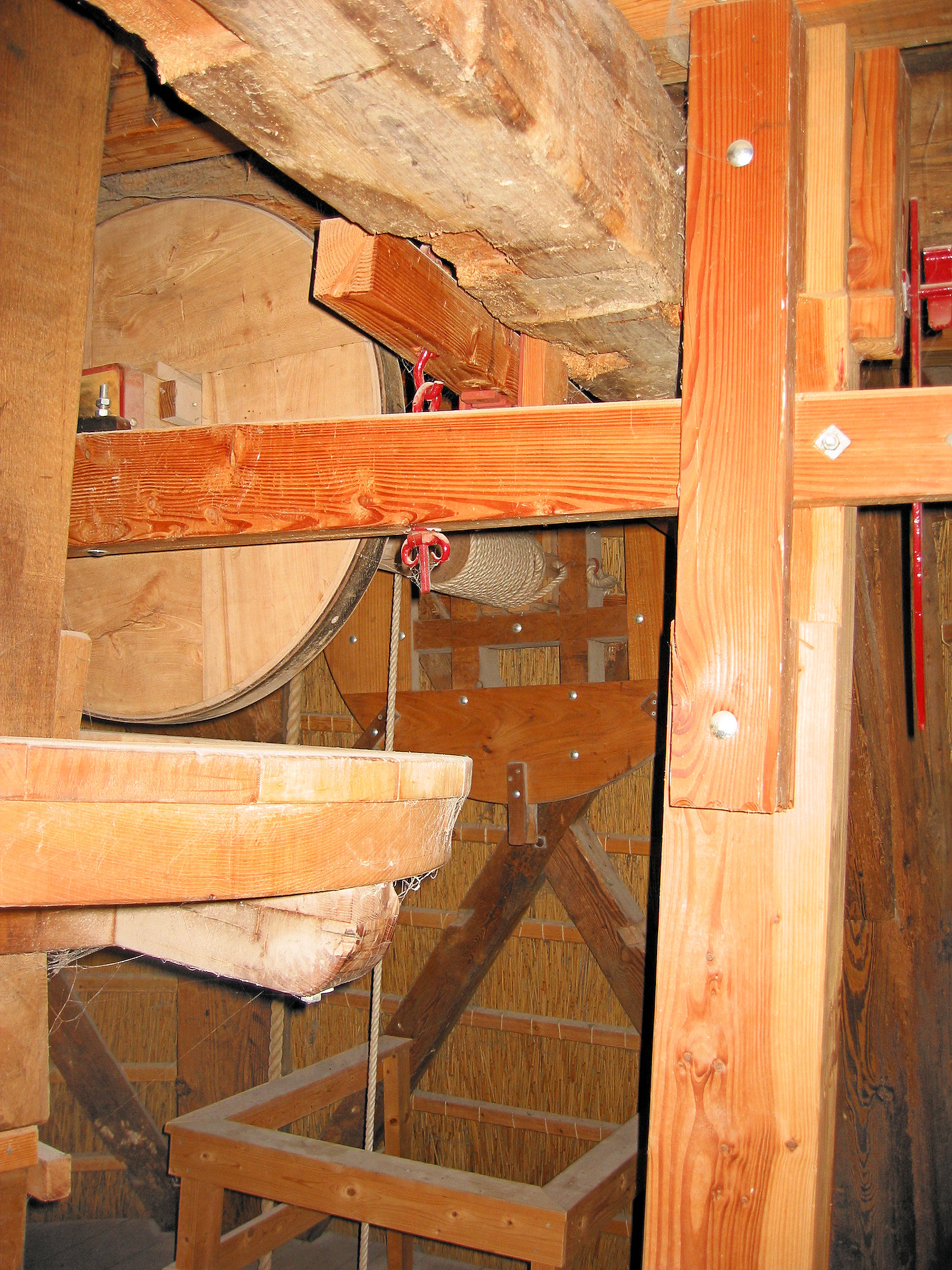
Sleepluiwerk
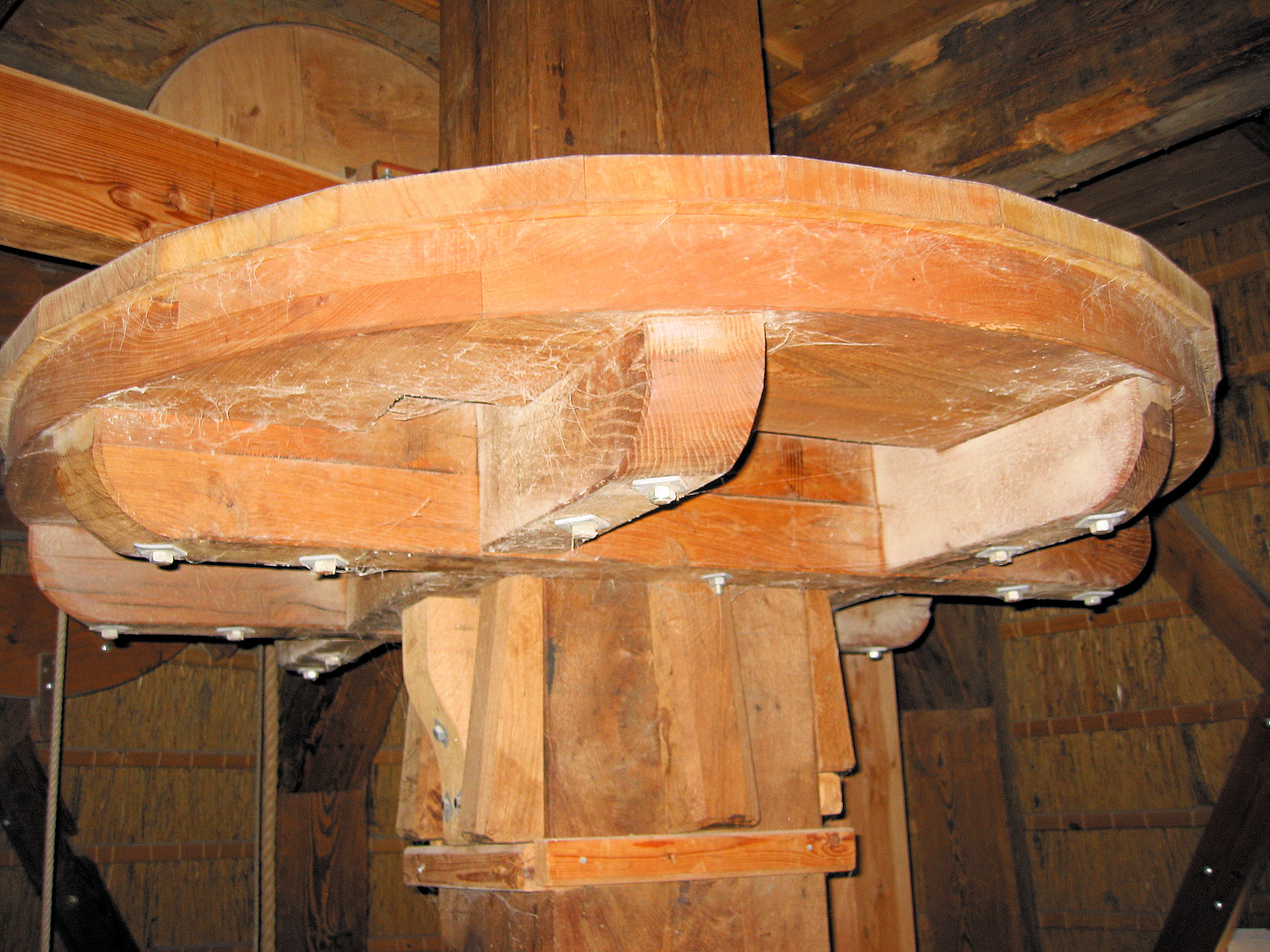
Luitafel onderkant
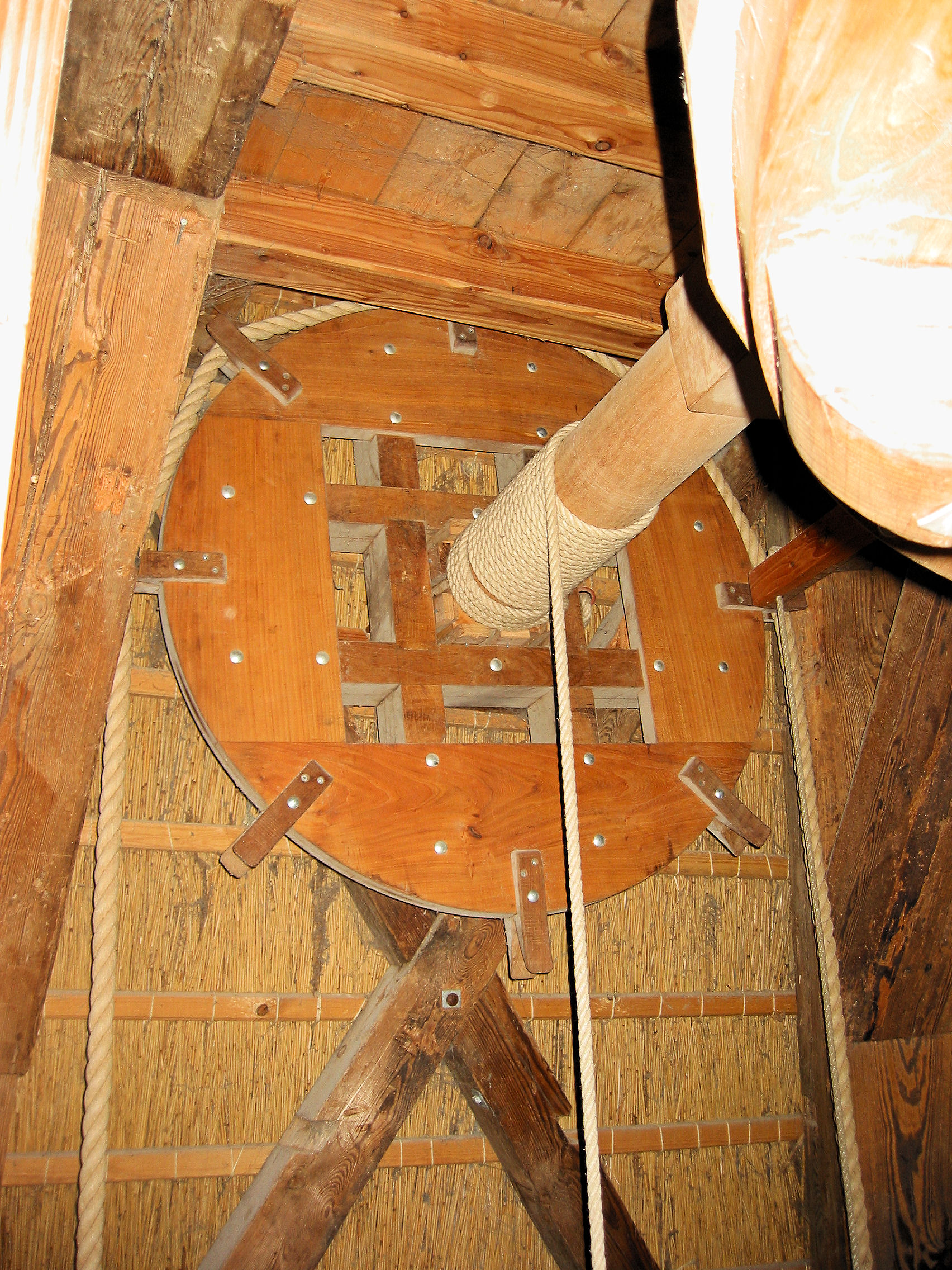
Gaffelwiel luiwerk
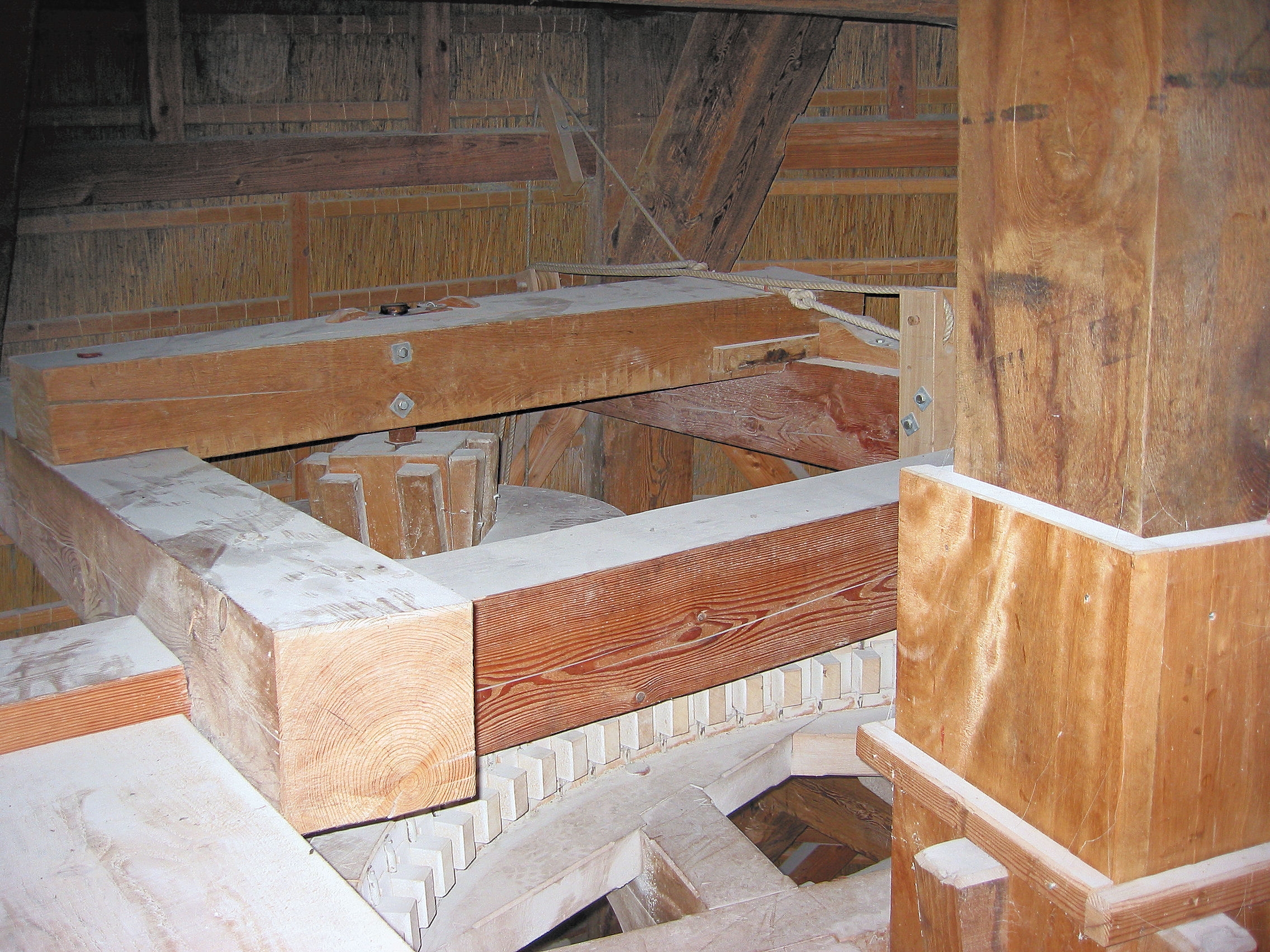
IJzerbalk steenspil met spoorwiel
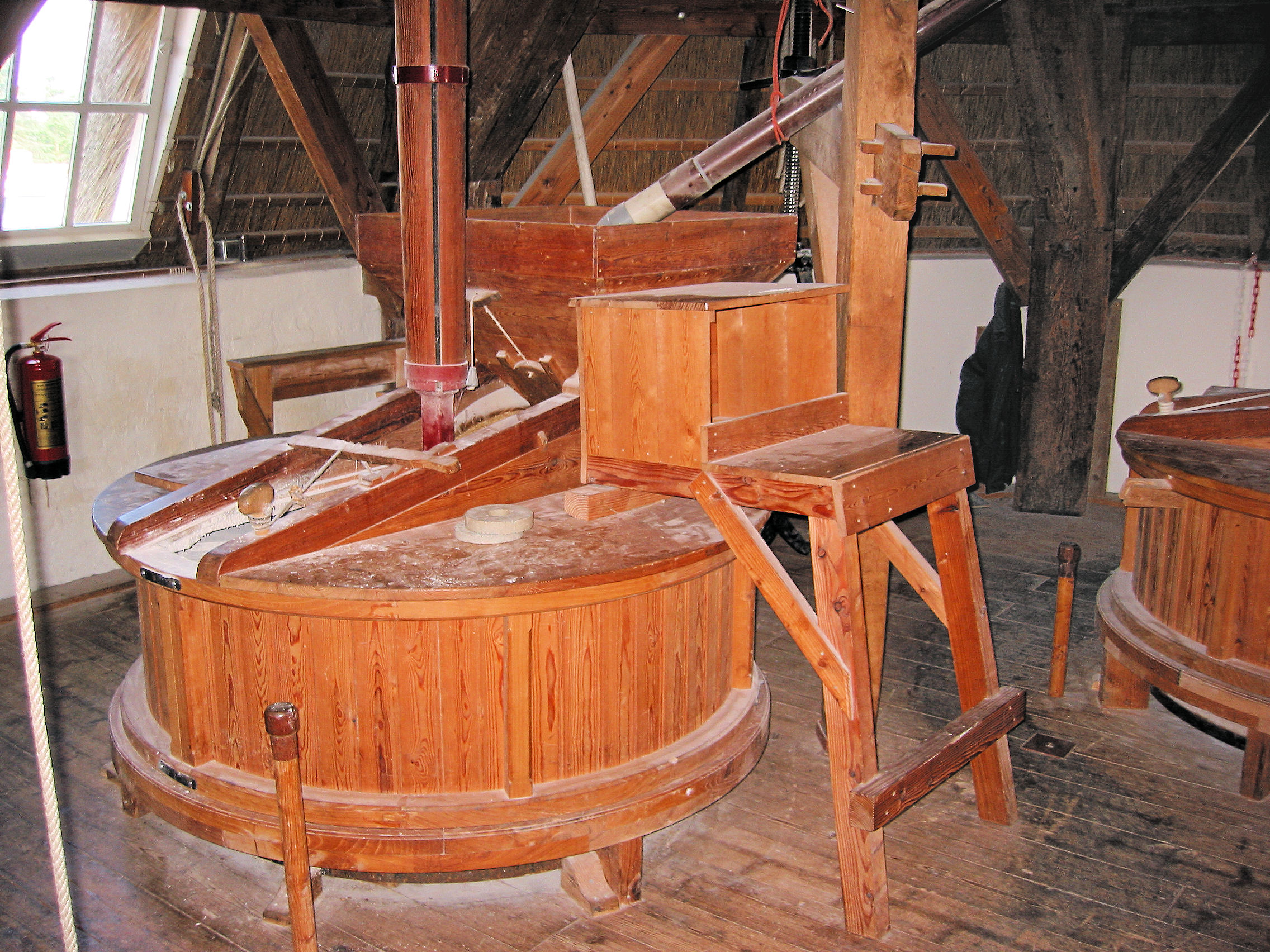
Maalkoppels
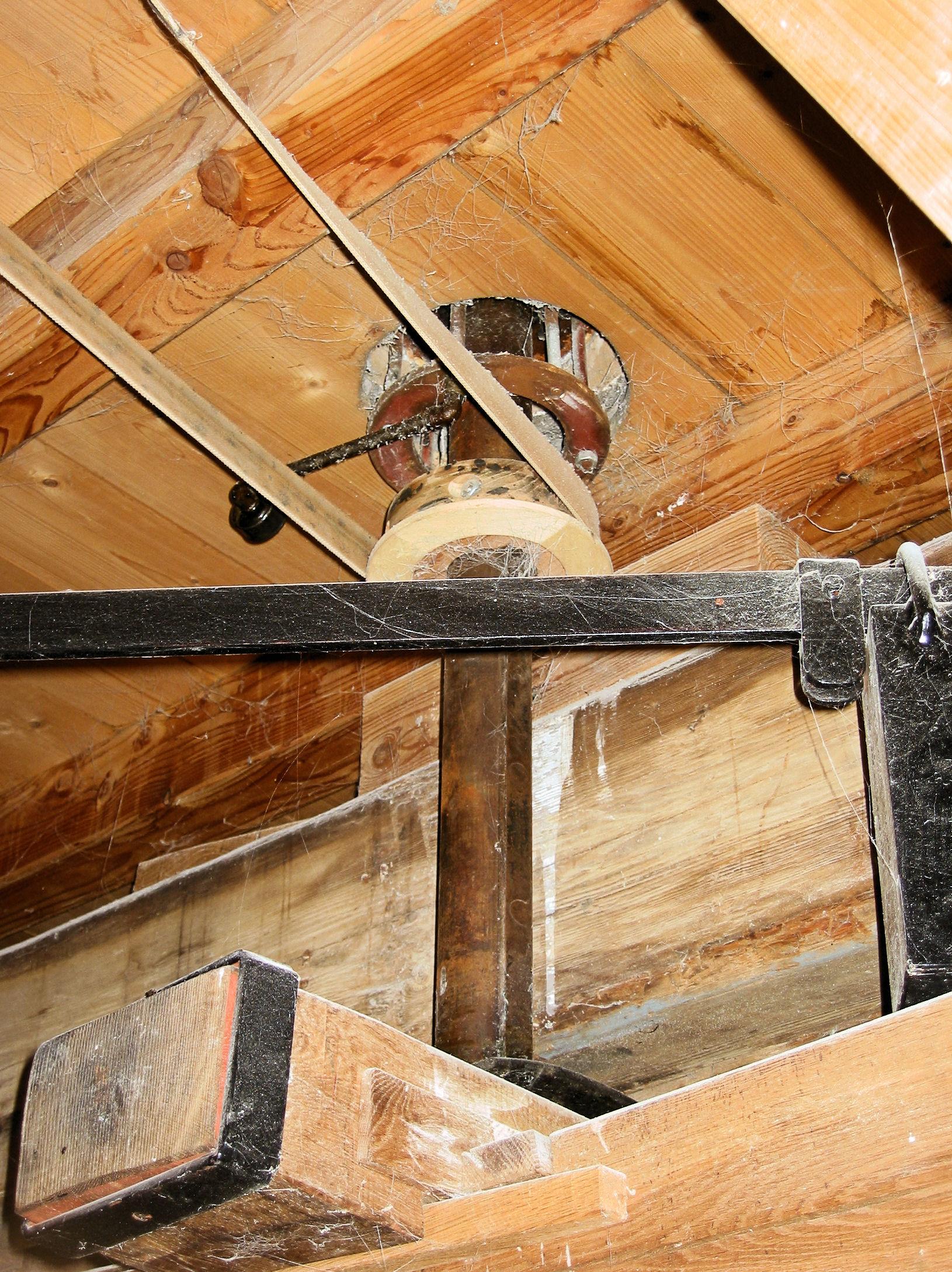
Bolspil op pasbalk
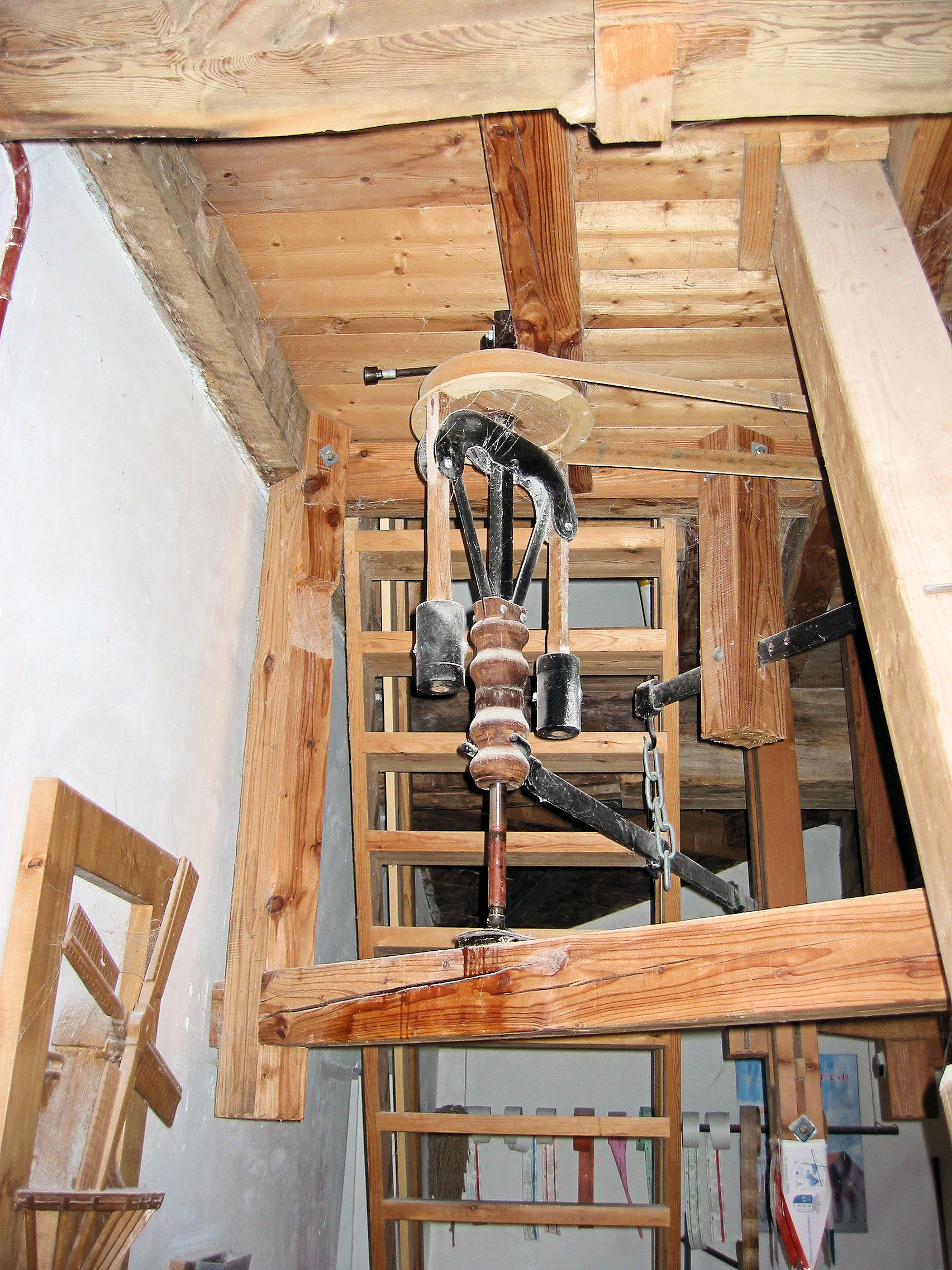
Regulateur